# Even in His Youth
„Even in His Youth“ е песен на американската рок група Нирвана, от която официално са издадени две версии. Оригиналната версия е страна Б на техния сингъл от 1991 „Smells Like Teen Spirit“. Същата версия се появява и в EP-то от 1992 „Hormoaning“. Демо версия излиза с бокс сета на групата от 2004 „With the Lights Out“.
Отчасти песента е написана от Кърт Кобейн за него в трето лице, но по време на част от припева променя формата в първо лице. Съществуват препратки към факта, че той няма как да моли баща си, тъй като родителите му са разведени.
В основната книга с таблатури на Нирвана се твърди, че основният риф в песента е композиция на Дейв Грол, което най-вероятно е грешка, понеже в едно интервю след концерт през 1992 Кърт казва, че песента се ражда през 1987, когато Дейв още не е бил в групата.